# Reo Fortune
Reo Franklin Fortune (1903-1979) est un anthropologue néo-zélandais, spécialiste des langues et des cultures mélanésiennes. 
Il est aussi connu pour ses travaux sur les nombres premiers, en théorie des nombres,

## Biographie
Réo Franklin Fortune, est né le 27 mars 1903, en Nouvelle-Zélande. 
Il est le fils de Peter Thomas Fortune, ainsi que Hetty Fortune. Il fut marié a Margaret Mead. Il meurt en 1979, à l'âge de 76 ans.
Réo Franklin Fortune était un anthropologue social Néo Zelandais. Initialement formé en tant que psychologue, Il était un maître de conférences en anthropologie sociale, à l'université de Cambridge, et fut également un spécialiste dans les cultures et langues mélanésiennes.
Marié avec Margaret Mead, il a entrepris des études de terrain en Nouvelle-Guinée, de 1928 à 1935.
Réo Fortune est également reconnu pour sa contribution aux mathématiques, par son étude concernant la théorie des nombres. Il a travaillé également sur quelques publications.

## Activités
Il enseigna l'anthropologie à l'université de Cambridge.
Il formula une conjecture, toujours pas démontrée, sur la primalité systématique des nombres que l'on appelle justement les nombres fortunés,.

## Quelques publications
- The Social Organization of Dobu, Londres, 1931Manus
- •''Manus religion : an ethnological study of the Manus natives of the Admiralty Islands'', Philapdelphie. 1935.
- •''Sorcerers of Dobu: the social anthropology of the Dobu islanders of the western Pacific. 1963.''
- •''Arapesh'', Augustin, New York, 1942.
- • ''Onama Secret Societies'', Colombie, université press, New York, 1932.
- •l'organisation sociale de Dobu, Londres, 1931.